# Wilfred Liefde
W.A.H. (Wilfred) Liefde (circa 1921 – Paramaribo, september 1965) was een Surinaams onderwijzer en politicus van de Nationale Partij Suriname (NPS).
Deze Saramaccaner was afkomstig uit het dorp Ganzee dat in 1965 bij de aanleg van het Prof. dr. ir. W.J. van Blommesteinmeer (Brokopondostuwmeer) onder water verdween. Hij zat in het onderwijs en werd gerekend tot de 'bosnegers' (Marrons). Deze bevolkingsgroep zou pas in 1963 actief en passief kiesrecht kregen. Bij de parlementsverkiezingen van dat jaar stond hij voor de NPS op de kieslijst voor het Brokopondo district en werd toen ook verkozen tot lid van de Staten van Suriname. Hij was daarmee de eerste Marron die toetrad tot het Surinaamse parlement.
Hij zou ruim twee jaar Statenlid blijven. In 1965 kreeg hij een hartaanval en werd opgenomen in een ziekenhuis. Enkele dagen later overleed hij op 44-jarige leeftijd. In de Staten van Suriname werd hij opgevolgd door zijn partijgenoot J.N.V. Gadden.